# Филдинг, Сюзанна
Сюзанна Филдинг (англ. Susannah Fielding; настоящее имя — Сюзанна Гланвиль-Хеарсон (англ. Susannah Glanville-Hearson); род. 10 июня 1985, Гэмпшир, Великобритания) — английская актриса кино, телевидения и театра.
В 2014 году стала обладателем награды Иэна Чарльсона (англ. Ian Charleson Awards) за роль в спектакле «Венецианский купец», поставленном в театре Алмейда.

## Биография
Филдинг родилась в городе Пул, Англия, и выросла в Портсмуте, где 2 года проучилась в «больнице Христа», — школе в Суссексе, где она влюбилась в актёрское мастерство. Затем она училась в Гилдхоллской школе музыки и драмы, которую окончила в 2006 году.
В 2008 году она появилась в «Брандмауэр», втором эпизоде сериала Би-би-си  «Валландер».
- В 2009 г. Филдинг в качестве гостя сыграла Рошель Чапман в «Чисто английское убийство».
- В 2010 году она появилась в «Доктор Кто», в эпизоде «Победа Далеков», а также эпизоде «Чисто английские убийства» и «Лаборатория комедии».
- Она сыграла Хлою в ситкоме канала 4 «Пит против жизни».
- В 2016 году Сюзанна сыграла Эмму (коллегу Мюррея, которая влюблена в него) в «Я хочу вернуть свою жену».
- С октября 2016 года, она играет в американском ситкоме «В четырёх стенах», в роли Брук, — бывшей подруги и нынешнего босса Джека (Джоэл Макхейл), которая должна помочь ему с переходом из типажа приключенческого репортера в офисные работники[8].
- В том же 2016 году она появилась в «Нырок», эпизоде из телесериала-антологии «Чёрное зеркало».
- Филдинг появилась в 2010 году в фильмах:
  - «4.3.2.1.» и
  - «Первая ночь» (первоначально под названием «Кози»); для этого ей пришлось научиться петь оперы на итальянском языке.
- В 2011 году она снялась в фильме «Убить Кейт», — в комедии ужасов с участием Кейт Чегвин (англ. Keith Chegwin).
- В 2012 году она появилась в романтической комедии «Узел» вместе с Мина Сувари и Ноэль Кларк.

## Личная жизнь
Филдинг была ранее в отношениях с актёром Томом Хиддлстоном, который появился с ней в эпизоде «Валландер» в 2008 году. Их отношения закончились в ноябре 2011 года.

## Фильмография
| Год  | Название                  | Роль                  | Примечания                                        |
| ---- | ------------------------- | --------------------- | ------------------------------------------------- |
| 2008 | She Stoops to Conquer     | Кейт Хардкасл         | TV movie                                          |
| 2008 | Валландер                 | Соня Хокберг          | TV series (1 episode: "Firewall")                 |
| 2009 | Чисто английское убийство | Рошель Чапман         | TV series (1 episode: "Trust Me")                 |
| 2010 | Доктор Кто                | Лилиан                | TV series (1 episode: "Victory of the Daleks")    |
| 2010 | Comedy Lab                | Сэм                   | TV series (1 episode: "Filth")                    |
| 2010 | 4.3.2.1                   | Джас                  |                                                   |
| 2010 | Первая ночь               | Дебби                 |                                                   |
| 2010 | Убийства в Мидсомере      | Джессика Пич          | TV series (1 episode: "The Silent Land")          |
| 2010 | Пит против жизни          | Хлоя                  | TV series (4 episodes)                            |
| 2010 | Watching                  | Энни                  | Short film                                        |
| 2011 | Kill Keith                | Dawn                  |                                                   |
| 2012 | Переполох на свадьбе      | Джули                 |                                                   |
| 2012 | 4Funnies                  | Melodie               | TV series (1 episode: "Uncle")                    |
| 2012 | Uncle                     | Melodine              | TV movie                                          |
| 2013 | Pramface                  | Франческа             | TV series (1 episode: "Grumpy and Target Boy")    |
| 2013 | Джо                       | Gabrielle             | TV series (1 episode: "Place Vendôme")            |
| 2013 | Love Matters              | Siobhan               | TV series (1 episode: "A Nice Arrangement")       |
| 2013 | The Job Lot               | Миа Гиббс             | TV series (1 episode)                             |
| 2013 | Drifters                  | Фэй                   | TV series (1 episode)                             |
| 2014 | Отец Браун                | Банти Прайд           | TV series (episode 2.3 "The Pride of the Prydes") |
| 2014 | Вспомнить все связи       | Фиби Моррис           | TV series (1 episode: "Phoebe")                   |
| 2015 | Смерть в раю              | Элизабет «Бетти» Фосс | TV series (episode 4.4)                           |
| 2015 | Ведьмак 3: Дикая Охота    | Шани                  | Video game Expansion pack Hearts of Stone         |
| 2015 | The C Word                | Эбигейл               | BBC One TV drama film                             |
| 2016 | I Want My Wife Back       | Эмма                  | BBC One TV sitcom series                          |
| 2016 | Чёрное зеркало            | Кэрол                 | Эпизод: «Нырок»                                   |
| 2016 | В четырёх стенах          | Брук                  | Series regular (Season 1-present)                 |
| 2022 | Смерть на Ниле            | Катрин                |                                                   |